# Sabalan
Sabalan o Savalan (ipersa سبلان Sabalân; azeri Sāvālān, àrab Sablan) és una muntanya de l'Iran, a la província d'Ardabil. La seva altura és de 4.811 metres i és la tercera muntanya més alta del país.
És un volcà inactiu a uns 30 km a l'oest d'Ardabil i al costat de la vila de Meshkinshahr. Al cim s'hi troba un llac de cràter. A la muntanya també hi ha una estació d'esquí i alguns establiments turístics. Entre els llocs interessants destaquen les gorgues de Shirvan.